# 810 TCN
810 TCN là một năm trong lịch La Mã.